# Herregård
En herregård, sædegård eller hovedgård var en større gård, der tilhørte en adelsmand, og som var fri for almindelige skatter. Oprindelig var hovedgårdens stilling alene knyttet til ejerforholdet, senere blev skattefriheden knyttet til et vist jordtilliggende. Hovedgårde havde foruden egen jord et større eller mindre antal fæstegårde, hvis brugere (fæstere) var forpligtede til dels at betale landgilde, dels at yde hoveri for hovedgårdens ejer. Et sådant samlet ejerskab af hovedgård med eller uden ladegård og fæstegårde betegnes som et gods.
Betegnelsen herregård stammer fra, at ejerne var herremænd, det vil sige mænd, der havde forpligtet sig til at gøre krigstjeneste for en herre – som oftest kongen. Efter middelalderen kom betegnelsen adel i brug om denne gruppe i samfundet.
En del danske større bondegårde, proprietærgårde og landsteder som Havreholm, Nivågård, Løndal, Rye Nørskov og Clasonsborg kaldes fejlagtigt herregård, selvom ejendommene ikke har nydt særlige privilegier eller haft sæde- eller hovedgårdsstatus.